# Chilobrachys paviei
Chilobrachys paviei là một loài nhện trong họ Theraphosidae.
Loài này thuộc chi Chilobrachys. Chilobrachys paviei được Eugène Simon miêu tả năm 1886.